# Eddie Daniels
Eddie Daniels (ur. 19 października 1941 w Nowym Jorku) – amerykański muzyk instrumentalista. Wielokrotny laureat nagród Grammy i innych. Znany przede wszystkim jako wirtuoz klarnetu. Gra również na saksofonach tenorowym i altowym.
Nagrał kilka płyt solowych z muzyką jazzową i klasyczną. 
Często uczestniczy w koncertach i nagraniach płyt innych wykonawców takich jak Dave Grusin, Billy Joel, Bob James, Earl Klugh, Michael Franks czy Chuck Loeb.
Bywał w Polsce. W sierpniu 2010 uczestniczył w jednym z koncertów z cyklu Przestrzeń Wolności 2010.